# István Balogh
István Balogh (en húngaro: Balogh István; Budapest, Imperio austrohúngaro, 21 de septiembre de 1912-27 de octubre de 1992) fue un jugador y entrenador de fútbol húngaro. En su etapa como jugador profesional se desempeñaba como centrocampista.

## Selección nacional
Fue internacional con la selección de fútbol de Hungría en 13 ocasiones. Formó parte de la selección subcampeona de la Copa del Mundo de 1938.

### Participaciones en Copas del Mundo
| Mundial                        | Sede    | Resultado  | Partidos | Goles |
| ------------------------------ | ------- | ---------- | -------- | ----- |
| Copa Mundial de Fútbol de 1938 | Francia | Subcampeón | 1        | 0     |

## Clubes

### Como jugador
| Club      | País    | Año       |
| --------- | ------- | --------- |
| Újpest FC | Hungría | 1933-1946 |

### Como entrenador
| Club                   | País      | Año       |
| ---------------------- | --------- | --------- |
| Újpesti TE             | Hungría   | 1948-1949 |
| Újpesti Dózsa          | Hungría   | 1958-1959 |
| Bp. Vasas Izzó         | Hungría   | ¿-?       |
| Sfax Railways Sports   | Túnez     | 1967-1968 |
| Widad Athletic Tlemcen | Argelia   | 1968-1969 |
| Wydad de Casablanca    | Marruecos | 1970-1971 |

## Palmarés

### Campeonatos nacionales
| Título              | Club      | País    | Año  |
| ------------------- | --------- | ------- | ---- |
| Nemzeti Bajnokság I | Újpest FC | Hungría | 1935 |
| Nemzeti Bajnokság I | Újpest FC | Hungría | 1939 |
| Nemzeti Bajnokság I | Újpest FC | Hungría | 1945 |
| Nemzeti Bajnokság I | Újpest FC | Hungría | 1946 |

### Copas internacionales
| Título                 | Club      | Sede               | Año  |
| ---------------------- | --------- | ------------------ | ---- |
| Copa de Europa Central | Újpest FC | Budapest (Hungría) | 1939 |